# L'Orateur
Pour les articles homonymes, voir Orateur (homonymie).
L’Orateur est une nouvelle humoristique d’Anton Tchekhov.

## Historique
L’Orateur est initialement publiée dans la revue russe Les Éclats, numéro 48, du 29 novembre 1886, et signée A.Tchékhonté.

## Résumé
On enterre l’assesseur de collège Kyrill Vavilonov. Ce matin, l’alcool et une femme méchante l’ont envoyé dans l’autre monde. Pour le discours au cimetière, on va chercher en catastrophe Grigori Zapoïkine. Ce dernier est capable de parler longtemps, si longtemps que l’on a parfois recours à la police pour l’arrêter.
Zapoïkine rejoint le cortège au cimetière. Il commence un magnifique discours qui, au début, tire quelques larmes à l’assemblée. Rapidement pourtant, on se demande pourquoi il fait l’éloge de Prokofi au lieu de Vavilonov. Pourquoi dit-il qu’il était célibataire, alors que sa veuve est présente ? Pourquoi insinue-t-il qu’il était rasé, alors qu’il avait une grande barbe rousse ?
Zapoïkine s’arrête quand il voit Prokofi bien vivant dans l’assemblée : « Mais alors qui est mort ? », demande-t-il. On le lui explique, et il continue imperturbablement son discours. Seul Prokofi est vexé.

## Édition française
- L’Orateur, traduit par Madeleine Durand et Édouard Parayre, révision de Lily Dennis, Bibliothèque de la Pléiade, éditions Gallimard, 1967  (ISBN 978 2 07 0105 49 6).